# Lygodactylus regulus
Espèce
Lygodactylus regulus est une espèce de geckos de la famille des Gekkonidae.

## Répartition
Cette espèce est endémique de la province de Zambézie au Mozambique.

## Publication originale
- Portik, Travers, Bauer & Branch, 2013 : A new species of Lygodactylus (Squamata: Gekkonidae) endemic to Mount Namuli, an isolated ‘sky island’ of northern Mozambique. Zootaxa, no 3710 (5), p. 415–435.